# Ngawang Lobsang Gyatso
Ngawang Lobsang Gyatso, (Chonggye, 1617 - 1682) was de vijfde dalai lama en de eerste van de in totaal twee dalai lama's die reële politieke en bestuurlijke macht over Tibet heeft kunnen uitoefenen. (De tweede dalai lama met reële politieke en bestuurlijke macht was de dertiende in de lijn van de successie,Thubten Gyatso (1876-1933.)  
De vijfde dalai lama heeft een enorme invloed gehad op de cultuurhistorische ontwikkeling van het Tibetaans boeddhisme alsmede op de bestuurlijke organisatie van Tibet. Hij wordt door Tibetanen daarom wel De Grote Vijfde [dalai lama] genoemd.

## Jeugdjaren
Ngawang Lobsang Gyatso werd geboren in een familie van welgestelde aristocraten, de Zahor, die leefden in een oud kasteel nabij Taktsé, vlak bij de graftomben van de koningen van de Yarlung-dynastie. De familie had sterke verbindingen met de nyingmatraditie. Zijn vader was Dudel Rabtan. Zijn moeder was  Kunga Lhadse. Zij had in haar jeugd  een relatie gehad met Taranatha (1575 -1634), die later de belangrijkste tulku van de jonangtraditie zou worden.  Het kan een reden geweest zijn dat deze dalai lama in latere geschriften zeer hard en buitengewoon negatief over Taranatha schreef. In 1618 werd Dudel Rabtan gearresteerd onder verdenking van een complot tegen de toen dominante Tsang-dynastie. Dudel Rabten wist te ontsnappen, maar werd opnieuw gearresteerd en zag zijn zoon nooit meer. In deze jaren was er al door meerdere Tibetaanse tradities een claim gelegd op de jongen als reïncarnatie van een van hun tulkus.

## Historische context:  burgeroorlog
In de periode van Ngawang Lobsang Gyatso's vroege jeugd was de nieuwe koning van Tsang, Püntsog Namgyal, de dominante machtsfactor in Tibet. De koning had het grootste deel van Tibet, voor het eerst sinds de alliantie in de 13e en 14e eeuw van de sakya-traditie en het Mongoolse Rijk, weer verenigd. De koning was een loyaal volgeling van de karma kagyü-traditie, maar ook de jonang-, sakya- en nyingma-traditie mochten op zijn gunsten rekenen. Om historische redenen was Püntsog Namgyal een tegenstander van de gelug-traditie.
Na de dood van de vierde dalai lama had de koning van Tsang de gelug verboden mee te doen aan de opvolging. Op den duur werd de twist tussen de karma kagyü en de jonang met betrekking tot de opvolgingskandidatuur van Ngawang Lobsang Gyatso echter zo intens, dat de koning van Tsang de oplossing van het conflict zocht in de opheffing van het verbod. Daar waren op dat moment inmiddels meerdere kandidaten voor, onder wie Dragpa Gyaltsen, maar uiteindelijk kreeg Ngawang Lobsang Gyatso de voorkeur. De verwachting was op dat moment dat Ngawang Lobsang Gyatso een tulku van aanzienlijk aanzien zou kunnen worden,maar gezien de positie van de gelug in die periode zeker niet de belangrijkste in Tibet.
Er waren echter velen in de gelug die nog niet tevreden waren met de positie van hun traditie. Hun streven naar een meer dominante positie voor de gelug en de tegenstand daartegen van andere tradities leidden tot een burgeroorlog. Daarbij stond de gelug, met name in het oosten van Tibet, een aantal malen op de rand van vrijwel totale eliminatie. Om aan dat lot te ontsnappen werd dan ook een beroep gedaan op de historische alliantie tussen de gelug en een aantal stammen van de westelijke Mongolen, die dateerde uit de tijd van de derde dalai lama Sönam Gyatso en Altan Khan. Sönam Chöpel, de eerste van de regenten in Tibet,vroeg Güshri Khan, leider van de Oirat-Mongolen om militaire hulp.
Onder het voorwendsel het boeddhisme te verdedigen viel Güshri Khan in 1641 met zijn troepen Centraal-Tibet binnen. Er volgde een harde en lange strijd met de nieuwe koning van Tsang die zich in Shigatse het jaar daarop moest overgeven. Daarna werd de grootste vestiging van het hoofd van de karma kagyü-traditie, de tiende karmapa, Chöying Dorje, aangevallen en vernietigd. De resterende volgelingen van de karmapa en de koning van Tsang hergroepeerden zich in Kongpo en organiseerden een opstand tegen de nieuwe machthebbers. Een leger dat bestond uit aanhangers van de gelug en Güshri Khan viel Kongpo binnen, vernietigde het hele gebied en executeerde circa 8000 mensen. Ook de daarheen gevluchte koning van Tsang werd om het leven gebracht. Hiermee had de gelug een belangrijke overwinning behaald en begon de periode van dominantie van de gelug die driehonderd jaar zou duren.

## Verankering van de macht

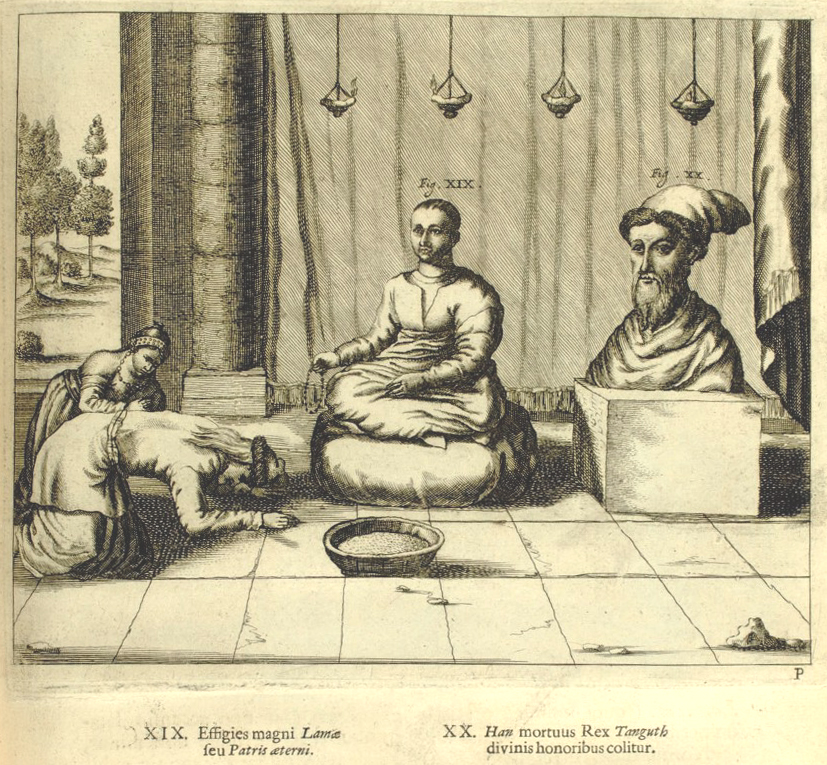
V.l.n.r. vijfde dalai lama en Güshri Khan, in: China illustrata van Kircher, getekend door Johann Grueber

In de periode die hierop volgde nam de vijfde dalai lama het initiatief om de pas verworven dominantie van de gelug zo snel mogelijk te verankeren.
De eerste maatregel betrof de bijna totale eliminatie van de jonang-tradite. In zijn autobiografie noemt Ngawang Lobsang Gyatso de belangrijkste tulku van die traditie, Taranatha, die als een belangrijk historicus en vertaler wordt beschouwd, een wellustige schurk zonder weerga. Het argument voor de eliminatie was, dat de jonang een fundamenteel andere interpretatie had van het voor het boeddhisme zo centrale begrip Sunyata. Deze interpretatie werd door de gelug als weerzinwekkend beschouwd. Wat ook meespeelde was het feit, dat de jonang over het algemeen de meer geletterden onder de volgelingen aantrok en dus een potentieel intellectueel gevaar was. De kloosters van de jonang behoorden ook tot de rijkste in het land. Alle bekende kloosters van de jonang werden vernietigd of door de gelug geconfisqueerd. De geschriften van de jonang werden in de ban gedaan en hun blokdrukken werden vernietigd. De jonang werd zo hard aangepakt dat tot ongeveer 1990 werd aangenomen, dat de traditie door de vijfde dalai geheel was geëlimineerd. Pas toen werd ontdekt dat de traditie ruim 300 jaar op beperkte schaal en ondergronds was gecontinueerd.
Ook veel kloosters en bezittingen van de kagyü werden in bezit genomen of vernietigd. De werken van schrijvers uit met name de sakya-traditie die commentaar hadden geleverd op de geschriften van de geestelijke vader van het gedachtegoed van de gelug, Tsongkhapa, werden verboden en de blokdrukken daarvan werden vernietigd.

## Incarnatielijnen en incorporatie

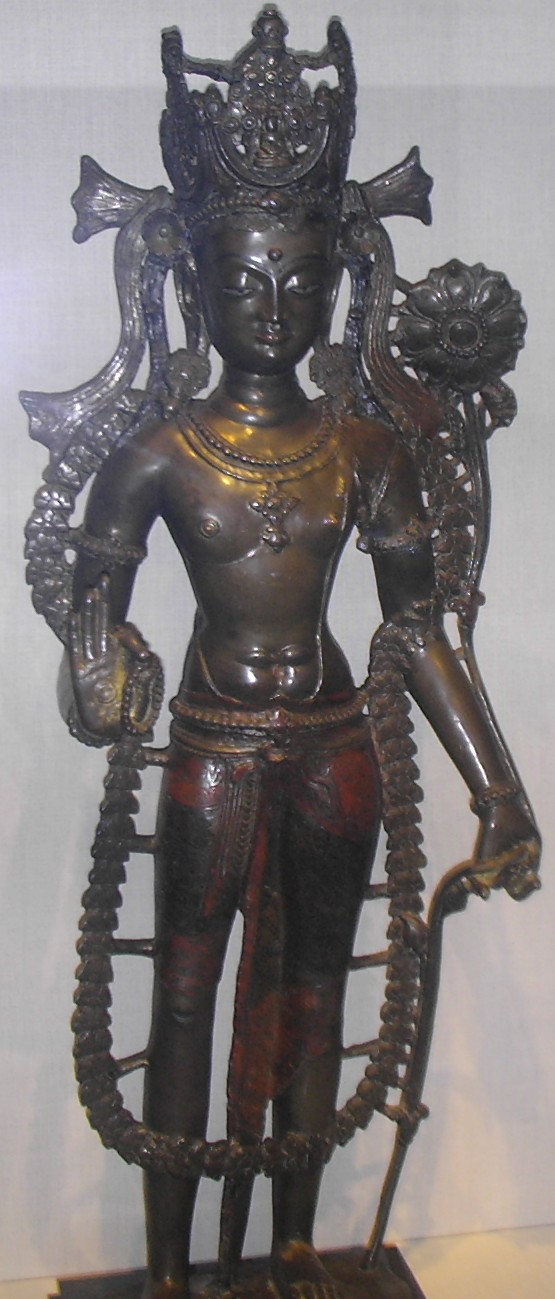
Beeld van Avalokitesvara omstreeks 1050

De grootste invloed heeft deze dalai lama echter gehad op de cultuurhistorische ontwikkeling van het Tibetaans boeddhisme. Deze dalai lama was zeer bekwaam in het ontwerpen van en manoeuvreren met reïncarnatielijnen.
De reïncarnatielijnen van met name de hoogste tulku's waren een afspiegeling van hun maatschappelijke, religieuze en politieke machtspositie. Voor veel gelovige Tibetanen is de overtuiging dat de dalai lama de emanatie is van Avalokitesvara even fundamenteel als voor een orthodox christen de opvatting dat Jezus de zoon van God is. Toch is deze emanatie-opvatting pas in de 17e eeuw door de vijfde dalai lama geformuleerd.
De vijfde dalai lama was als overwinnaar uit de burgeroorlog gekomen en was sindsdien de eerste dalai lama die werkelijk politieke en bestuurlijke macht over Tibet bezat. Vergeleken met de karmapa, zijn voornaamste tegenstander in de burgeroorlog, is zijn reïncarnatielijn echter aanzienlijk korter. De karmapa wordt reeds sinds de tweede in die lijn, Karma Pakshi (1204-1283), geacht een emanatie van Avalokitesvara te zijn. De eerste vier dalai lama's waren niet minder, maar ook niet meer dan de belangrijkste tulku van de gelugpa's, die in die periode nog geen dominante rol in Tibet kon spelen. Van de eerste vier dalai lama's hebben de eerste twee die benaming postuum gekregen,waarmee gepoogd werd een langere politieke legitimiteit te creëren. De karmapa-lijn kende in tegenstelling tot die van de dalai lama's geen postume benoemingen.
De vijfde dalai lama positioneerde Avalokitesvara niet alleen als de bodhisattva van het mededogen, maar vooral - en anders dan in het geval van de karmapa - met terugwerkende kracht ook als de beschermer van Tibet en de centrale figuur in de Tibetaanse geschiedenis. Deze notie verbond hij met een lijn waarin de drie grote Dharma-koningen van Tibet (Tri Songtsen Gampo, Tri Songdetsen en Tri Ralpachen), die verantwoordelijk worden gehouden voor de introductie van het boeddhisme in Tibet, eveneens incarnaties werden van Chenrezig, evenals de epische held Gesar uit het Epos van koning Gesar.
Op de plaats van een vroegere burcht  uit de zevende eeuw liet de vijfde dalai lama een nieuw paleis bouwen dat hij het Potala noemde, naar het Potolaka, de naam voor het mythische paleis van Chenrezig. Op die manier werd het instituut dalai lama de menselijke vorm van de bodhisattva/beschermer van Tibet en werd een verbinding gemaakt tussen de dalai lama's en het prehistorische verleden van Tibet.
Tot aan die periode werd in de opvolging van abten van het klooster Tashilhunpo voorzien door middel van verkiezing van reeds volwassen mannen door de monniken die in het klooster verbleven. De vijfde dalai lama verklaarde nu zijn leermeester Lobsang Chökyi Gyaltsen - net als de shamarpa die in die tijd gezien werd als de mentor van een nog niet volwassen karmapa - tot emanatie van Amitabha, een van de vijf dhyani-Boeddha's. Deze werd daarmee de eerste persoon die bij zijn leven de benaming pänchen lama ontving. Vanaf die tijd werd in de opvolging van de abten van Tashilhunpo en daarmee van de pänchen lama voorzien door middel van reïncarnatie. Teneinde hun reïncarnatielijn een wat langere legitimiteit te geven werden drie daartoe gevonden pre-incarnaties van Lobsang Chökyi Gyaltsen postuum benoemd tot de eerste, tweede en derde pänchen lama. Lobsang Chökyi Gyaltsen werd daarmee in de chronologie de vierde pänchen lama.
Taranatha werd verondersteld de vijftiende reïncarnatie van de Jebtsun Dampa te zijn. In de traditie gaat de lijn van de Jebtsun Dampa terug naar de tijd van de Boeddha zelf. De eerste reïncarnatie van de Jebtsun Dampa zou ongeveer 2500 jaar geleden een discipel van de Boeddha zijn geweest. In 1650 bracht Zanabazar, feitelijk hoofd van de sakya-traditie bij de Khalkha-Mongolen, een bezoek aan Tibet. De dalai lama wist Zanabazar te bekeren tot de gelugtraditie. Taranatha had de laatste 20 jaar van zijn leven in Mongolië doorgebracht en een enorm prestige bij de Mongolen verworven. De dalai lama haalt de reïncarnatielijn van de Jebtsun Dampa uit de jonangtradie,incorporeert die in de gelugtraditie en proclameert vervolgens Zanabazar tot de 16e reïncarnatie van de Jebtsun Dampa. Hij realiseert daarmee het religieuze leiderschap  van Zanabazar in Mongolië, waardoor  ook de gelug de dominante religieuze machtsfactor werd in dat land
Taranatha was ook de belangrijkste vormgever van de Kalachakratantra in de huidige vorm; een van de belangrijkste oefeningen in het Tibetaans boeddhisme. Na de bijna gehele vernietiging van de jonang-traditie, nam de gelug de Kalachakratantra over als een van hun belangrijkste oefeningen en incorporeerde deze in hun traditie.
De dalai lama was ten slotte verantwoordelijk voor de overplaatsing van het orakel van Samye, het oudste klooster van Tibet, dat tot dan toe zijn wortels had in vooral de nyingma- en sakya-traditie. Het orakel werd overgeplaatst naar het toen recent gestichte Nechungklooster in de onmiddellijke omgeving van Lhasa. Vanaf dat moment wordt het als het orakel van Nechung onderdeel van de gelugtraditie en het Tibetaans staatsorakel.

## Tegenstellingen binnen de gelug
Voor velen in de gelug-traditie gingen deze en andere maatregelen overigens nog niet ver genoeg. Er was een factie in de hiërarchie van de gelug, die na de overwinning in de burgeroorlog verder wenste af te rekenen met de voormalige tegenstanders. Deze factie was voorstander van een staat die feitelijk alleen ruimte zou bieden aan de opvattingen en richtlijnen van Tsongkhapa, zoals zij die interpreteerden. Zij streefden naar de vestiging van een gelug-staat. Vanaf circa 1655 heeft de vijfde dalai lama op dit streven een sterk matigende invloed uitgeoefend. De voorstanders van de gelug-suprematie zagen ook met afkeuring toe, dat in met name de laatste vijftien jaar van zijn leven de vijfde dalai lama ook rituelen uit de nyingma-traditie ging uitvoeren. Deze tegenstelling binnen de gelug is de historische kern van het conflict, dat in de 20e eeuw (honderden jaren later), tijdens het leiderschap van de dertiende en veertiende dalai lama, bekend is geworden als de Dorje Shugden-controverse.

## Bestuurlijke maatregelen
De vijfde dalai lama en zijn belangrijkste functionaris Sanggye Gyatso creëerden een staat die vooral gericht was op de uitoefening van het Tibetaans boeddhisme en dat van de gelug-traditie in het bijzonder. Vanaf deze periode neemt het aantal kloosters en monniken van de gelug explosief toe. Hij verbreedde de economische basis van met name de grotere Tibetaanse kloosters door hen uitgebreide landgoederen te geven.
Er had zeker vanaf de 8e eeuw al een vorm van horigheid in Tibet bestaan. Om de vaak zeer uitgestrekte landgoederen van de grote kloosters en de aristocratie te kunnen bewerken werd het systeem van horigheid vanaf deze periode in toenemende mate ingevoerd ten koste van vrije boeren die het land in eigendom bezaten. In de 18e eeuw was horigheid al de basis van het economisch systeem geworden. In die opvatting dienden de kloosters de economische opbrengst van het systeem aan te wenden voor het organiseren van de cycli van gebedsdiensten, gericht op het verder bevorderen van het boeddhisme.
Van de belangrijkste aristocratische families werd verwacht, dat zij minimaal één zoon leverden aan de overheidsdienst. Deze families werden op hun beurt daarvoor beloond met een landgoed, dat ze, zolang aan de verplichting van overheidsdienst werd voldaan, konden behouden. Ook deze landgoederen werden bewerkt door horigen.
Er werd zo een uniek politiek systeem gecreëerd, gebaseerd op een wederzijdse relatie tussen seculiere en religieuze sectoren. De Tibetaanse naam voor dat systeem is chösi nyiden, dat vertaald kan worden met "religie en politieke zaken samengevoegd". Voor de overheid betekende het systeem dat er aanzienlijke overheidsverantwoordelijkheden naar de grondeigenaren werden gedelegeerd, waardoor het vrijwel geen politiemacht of justitiesysteem buiten de steden hoefde te onderhouden. Het systeem verminderde in zeer aanzienlijke mate de noodzaak voor een gelaagde overheidsstructuur, waardoor er geen kosten gemoeid waren met de salariëring van overheidsfunctionarissen en het onderhoud van zeer omvangrijke kloostercomplexen. Deze sociale en politieke ordening van de vijfde dalai lama is grotendeels tot 1959 in stand gebleven.

## Bezoek aan China
Gedurende de jaren 1649 - 1651 nodigde Shunzhi, de Chinese Manchu keizer de vijfde dalai lama uit, waarop hij in 1652 inging. De dalai lama vertrok met een entourage van drieduizend mensen. De reis naar Peking duurde negen maanden. In Kokonor ontving de dalai lama het verzoek om zijn escorte tot driehonderd personen te reduceren. Hij ging daarmee akkoord maar veroorzaakte een diplomatiek incident door de keizer uit te nodigen hem buiten de Grote Muur te ontmoeten. Op dringend advies van vooral Chinese adviseurs vond de eerste ontmoeting toch in Peking plaats. De dalai lama verbleef twee maanden in Peking in het speciaal voor hem gebouwde Gele Paleis. Uit zijn autobiografie wordt duidelijk dat hij de reis ook ondernam om gedurende deze reis zijn steun te kunnen betuigen aan recent gebouwde kloosters van de gelug, zoals Kumbum en de invloed van de gelug in met name Amdo te versterken.

## Spiritualiteit en schrijverschap
De vijfde dalai had een levenslange en grote belangstelling voor filosofische en geestelijke zaken. Hij schreef graag en veel. Hij heeft zevenentwintig werken geschreven, waaronder verhandelingen over kloosterdiscipline, retorica, Tibetaanse astrologie, een uitgebreid commentaar op de Abhidhamma en een pelgrimgids voor de Jokhang. Daarnaast schreef hij de biografieën van zijn twee voorgangers Yönten Gyatso en Sönam Gyatso. Die twee werken behoren tot het genre dat in het Tibetaans namthar wordt genoemd. Dat is afgeleid van de term nampa tharpa, dat letterlijk complete bevrijding  betekent. Dit soort biografieën gaat uit van de aanname, dat de beschreven persoon het boeddhaschap - de complete bevrijding - heeft bereikt. Een dergelijke biografie heeft dus tot doel voorbeeldige levens te beschrijven en anderen te inspireren dit voorbeeld te volgen. Hierbij wordt historische waarheidsvorsing vaak ondergeschikt gemaakt aan het beoogde pedagogische en religieuze doel.
Enkele verhandelingen van zijn hand worden door alle tradities binnen het Tibetaans boeddhisme beschouwd als meesterwerken. Zijn filosofische training en scholing kwamen daarbij goed van pas. Zijn stijl heeft, hoewel soms woordenrijk, poëtisch en ingewikkeld, invloed gehad op de Tibetaanse letterkunde. Hij schreef spontaan en soms met humor en ironie. Hij had grote belangstelling voor tantrische en enigszins magische rituelen. Hij hield zich ook bezig met mystieke meditatie. De dalai lama trok zich regelmatig terug voor langdurige retraites. Hij meldde in die periodes steeds krachtiger visioenen te ontvangen, waarover hij in zijn autobiografie uitgebreid schrijft. Na enkele moeilijkheden in het begin van zijn leiderschap heeft hij de Bön leerstellige ruimte gegeven in Tibet. De relaties met de sakya en kagyu bleven gedurende zijn hele leven gespannen, maar hij was de nyingma redelijk goed gezind. Van die gelegenheid heeft de nyingma  gebruikgemaakt door vooral in de tweede helft van die eeuw vijf kloosters te bouwen, waaronder Mindroling en Palyul. Voor de laatste traditie begon in zijn periode dan ook iets van een culturele renaissance.

## Laatste jaren
In de praktijk liet de dalai lama het dagelijks bestuur van het land over aan een staf van ministers en met name aan de regent. Güshri Khan en Sönam Chöpel stierven in 1655. De laatste werd opgevolgd door desi Trinlay Gyatso. Hierop volgde desi Losang Thubtop, die in 1675 werd ontslagen, omdat hij er een minnares op na hield en dus niet celibatair leefde. Vanaf 1678 was Sanggye Gyatso de regent. Het hanteren van reïncarnatie als instrument voor opvolging heeft met name voor de hoogste politieke functies het risico dat in het interregnum van minimaal achttien jaar een grote mate van instabiliteit kan ontstaan. Na het overlijden van de vijfde dalai lama in 1682 was dit voor Sanggye Gyatso waarschijnlijk de belangrijkste reden om dat overlijden gedurende een periode van vijftien jaar geheim te houden. Het handhaven van zijn eigen machtspositie speelde daarbij uiteraard ook een rol.
De lange afwezigheid van de dalai lama werd verklaard door de mededeling dat hij zich had teruggetrokken voor een langdurige retraite om te kunnen mediteren. Bij belangrijke aangelegenheden werd de ceremoniële kledij van de dalai lama over zijn troon gehangen om zijn aanwezigheid te symboliseren. Alleen als enkele Mongoolse prinsen een persoonlijke ontmoeting en audiëntie eisten werd een monnik uit Namgyal als stand-in gebruikt die enige gelijkenis met de dalai lama  had. De dalai lama had al tijdens zijn leven steun uitgesproken voor Galdan, de heerser van de Dzjoengaren. Deze Mongoolse groepering werd na 1680 door de Chinese keizer Kangxi als de belangrijkste bedreiging voor de veiligheid van het Chinese rijk gezien. Sanggye Gyatso had na het overlijden van de dalai lama de relaties met Galdan steeds verder versterkt. Brieven over die relatie met Galdan aan Kangxi werden ook steeds als zijnde van de dalai lama zelf verzonden. Na een reeks veldtochten van Kangxi tegen Galdan werd het leger van de laatste verslagen. Galdan overleed  bij de laatste veldslag in 1697. Na het wegvallen van deze bondgenoot had Sanggye Gyatso geen andere keus dan bekend te maken dat de dalai lama reeds vijftien jaar geleden overleden was. De zesde dalai lama was Tsangyang Gyatso.
- Bibsys: 1027540
- Bibliothèque nationale de France: cb120939057 (data)
- Gemeinsame Normdatei: 119205319
- International Standard Name Identifier: 0000 0000 8358 2958
- Library of Congress Control Number: n81141344
- Nationale bibliotheek van Australië: 35207923
- Nationale Bibliotheek van Israël: 987007265721305171
- Nederlandse Thesaurus van Auteursnamen: 07487487X
- Réseau des bibliothèques de Suisse occidentale: 02-A000046688
- Système universitaire de documentation: 029278244
- Trove: 865554
- Virtual International Authority File: 13112816
- WorldCat: E39PBJhd6G7mcykjgDgdxPHV4q

1: Gendün Drub · 2: Gendün · 3: Sönam · 4: Yönten · 5: Ngawang Lobsang · 6: Tsangyang · (6: Yeshe) · 7: Kälsang · 8: Jampäl · 9: Lungtog · 10: Tsültrim · 11: Khädrub ·   12: Trinley · 13: Thubten · 14: Tenzin